# (385607) 2005 EO297
(385607) 2005 EO297 est un objet transneptunien,  en résonance 1:3 avec Neptune.

## Caractéristiques
(385607) 2005 EO297 pourrait mesurer environ 200 kilomètres de diamètre, mais les estimations de son albédo varient.